# Kamin

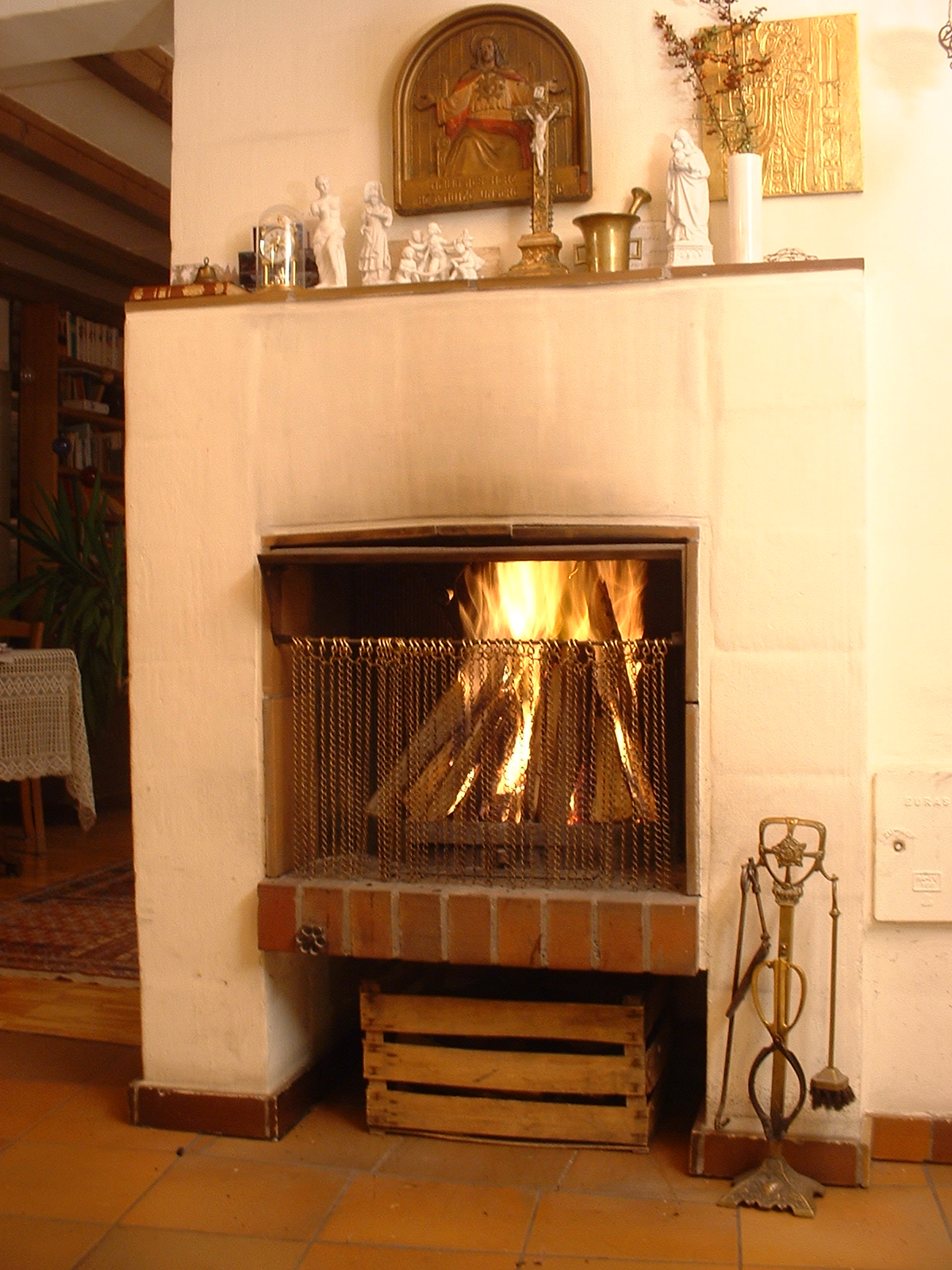
Moderner offener Kamin

Ein Kamin (von lateinisch caminus ‚Ofen‘; in der Schweiz und anderen französischsprachigen Ländern Cheminée genannt) ist eine haustechnische Einrichtung zum Verfeuern von Festbrennstoffen – meist stückigem Brennholz, auch Torf –, bei welcher der Abbrand mit kontrollierter Geschwindigkeit erfolgt.
Ziel ist in erster Linie die Beheizung des Aufstellraumes und die Behaglichkeit der Wärmestrahlung des offenen Feuers. Mit der Verbreitung anderer Möglichkeiten der Raumheizung rückte die dekorative Wirkung des Flammenspiels mehr in den Vordergrund.
In Österreich, der Deutschschweiz und Süddeutschland ist Kamin die Bezeichnung für den Schornstein.

## Bestandteile
Kamine bestehen meist aus einem Feuerraum, einem Rauchsammler (auch Esse genannt) und einer Verbindungsleitung zu einem Schornstein. Zusätzliche Komponenten können sein: ein Rost, eine Wärmedämmung zum Schutz angrenzender Bausubstanz, eine Rauchgasklappe und Türen zum Verschließen des Feuerraums.
Der Feuerraum wird hergestellt aus einem nichtbrennbaren Material, bevorzugt wird er mit Feuerfeststeinen ausgemauert. Alternativ kann der Feuerraum aus Gusseisenplatten hergestellt werden. Industriell hergestellte Feuerräume aus Stahlblech bedürfen einer zusätzlichen Auskleidung (z. B. Schamotte, Vermiculite, Kalziumsilikat), um das Stahlblech vor direktem Flammenangriff zu schützen.
Der Rauchsammler und die Verbindungsleitung werden ebenfalls aus einem nichtbrennbaren Material hergestellt, heute wird bevorzugt Stahlblech verwendet.
Die technischen Bestandteile des Kamins werden zum Raum hin verkleidet bzw. abgemauert. Häufig wird der Kamin vor einer rückseitigen Hauswand platziert und ragt in den Raum hinein. Hinter, über oder neben dem Kamin befindet sich der Schornstein zur Abführung der Rauchgase.

## Unterschied zwischen Kamin und Ofen
Die Nomenklatur ist nicht eindeutig. Ein Kamin ist in der Regel ein Bauwerk und gehört somit zum Gebäude. Unterschieden wird dabei heute zwischen offenen Kaminen und geschlossen zu betreibenden Kaminen (Heizkamin). Teilweise kann ein Heizkamin aber auch offen betrieben werden. Öfen werden überwiegend mit geschlossenem Feuerraum betrieben, haben deshalb immer eine Tür oder Klappe und stehen häufig frei im Raum. Ein Ofen kann aber auch ein Bauwerk sein und damit zum Gebäude gehören (Kachelofen, Pizzaofen). Letztlich steht bei einem Ofen immer die Wärmeabgabe im Vordergrund.

## Spezialfall Kaminofen

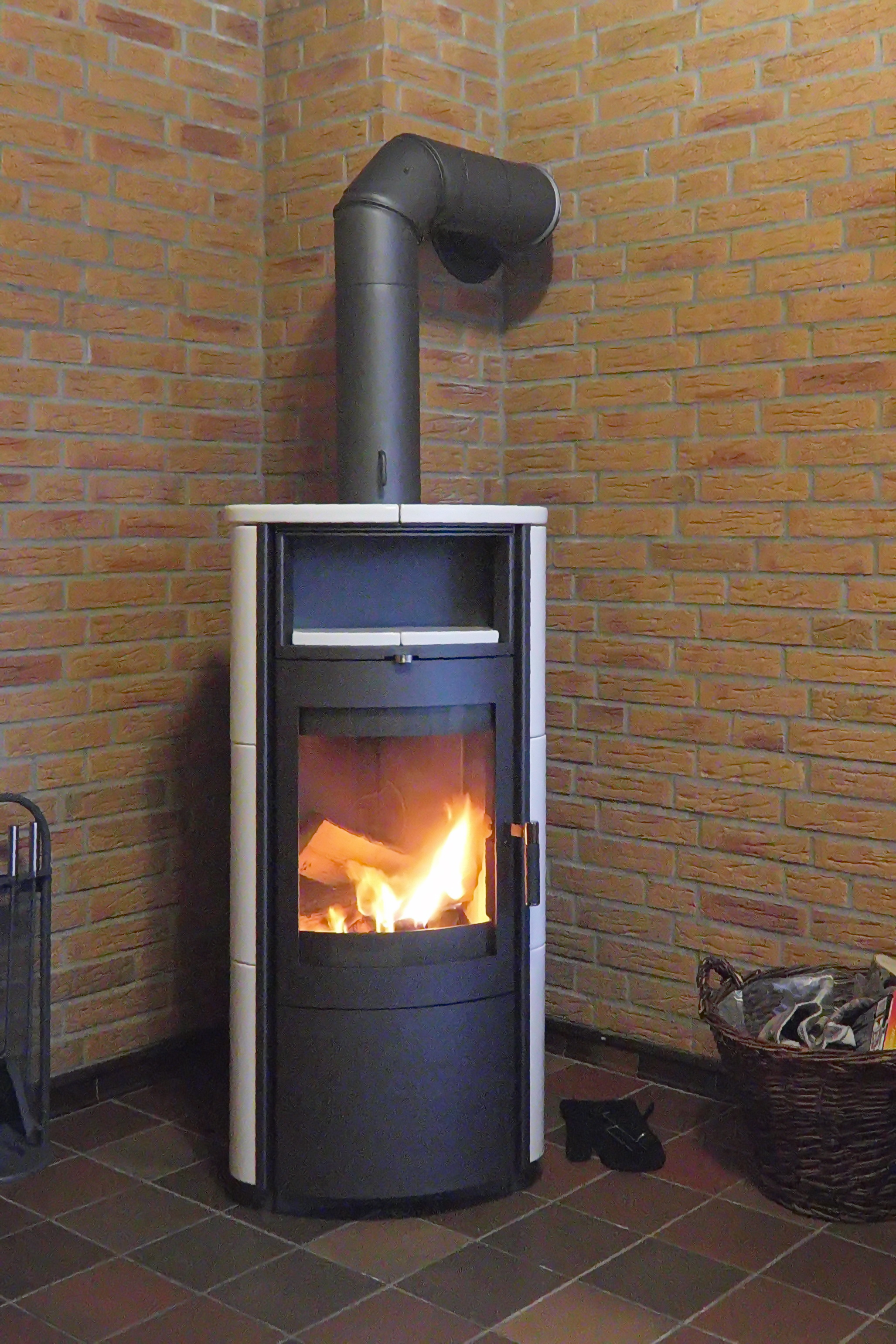
Kaminofen in Betrieb

Der Begriff Kaminofen wurde in den 1970er Jahren generiert und stellt auf das gut sichtbare Flammenspiel hinter einer verglasten Tür oder Klappe ab. Der Kaminofen ermöglicht gute Wärmegewinne bei gleichzeitig atmosphärischem Gewinn durch die deutliche Sichtbarkeit des Feuers. Der Blick auf das Feuer ist bei klassischen Kachel- oder Werkstattöfen in der Regel nicht oder fast nicht gegeben, weil dort eben die Wärmeabgabe im Vordergrund steht.

## Geschichte des Kamins

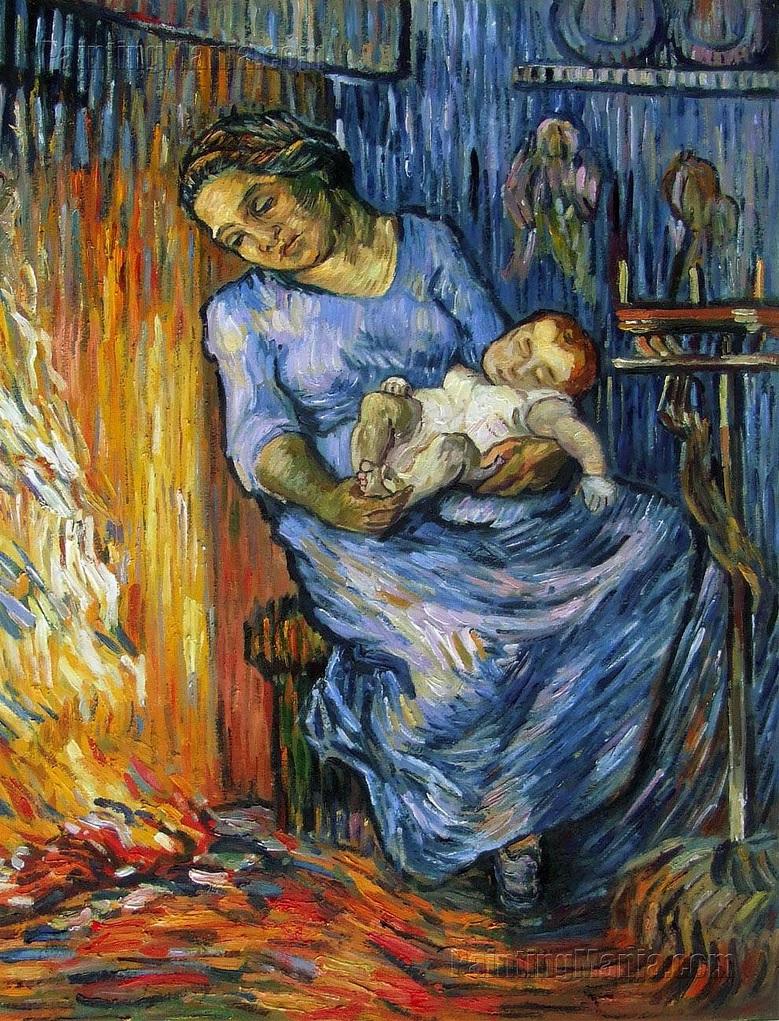
Vincent van Gogh (1889)

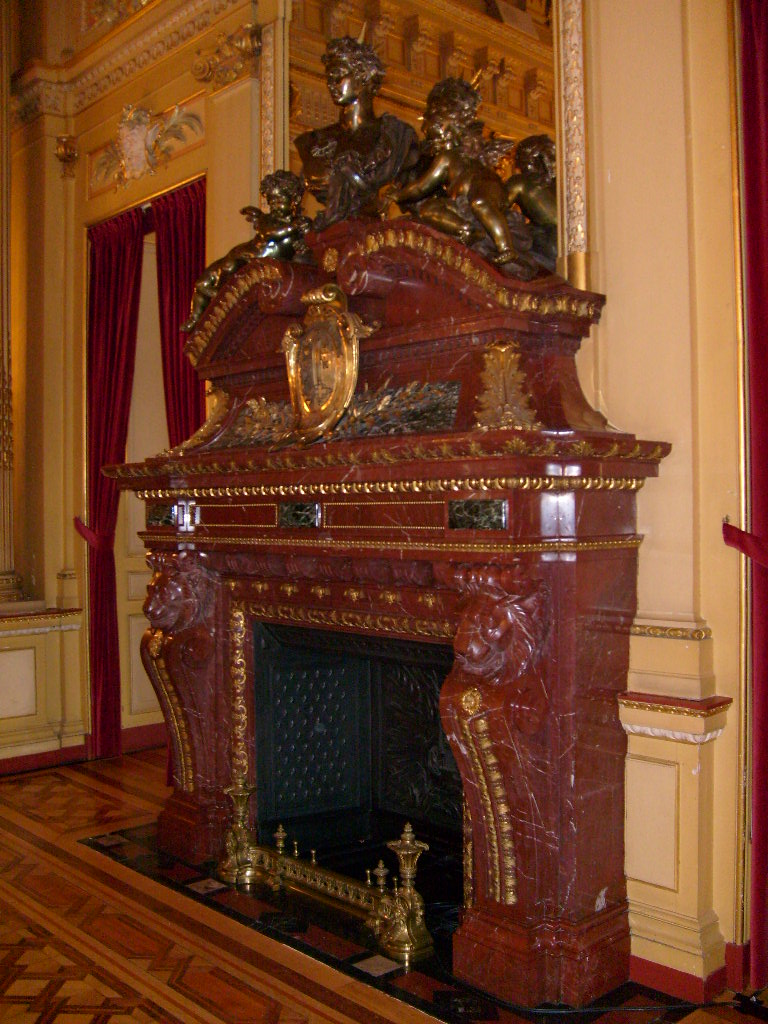
Offener Kamin aus dem Grand Théâtre de Genève von 1879

Offene Kamine gehören zu den klassischen Kaminen. Sie sind seit ca. 800 Jahren nachweisbar. Historischer Vorgänger des Kamins ist die bis in die frühe Neuzeit anzutreffende offene Hausfeuerstelle, bei der die Rauchgase offen in den Raum geführt wurden.
Später wurden freihängende „Rauchschlote“ aus Lehmstaken eingesetzt, um die Rauchgase kontrollierter in Richtung des Dachfirsts abzuführen.
Mit der Verbreitung der mehrgeschossigen Bauweise erwies sich die offene Hausfeuerstelle als unpraktikabel und wurde zunächst von der Raummitte in oder an die Außenmauern verlagert. Die Rauchgase wurden in einem über der Feuerstelle gelegenen Rauchsammler geführt und über Schlitze in den Mauern nach außen geführt.
In ländlichen Gegenden forderten die lokalen Brandschutzbestimmungen oft erst ab etwa dem Jahr 1850 die Ausführung von gemauerten und über Dach führenden Schornsteinen.
Die offenen Kamine dienten zunächst – mit Ausnahme repräsentativer oder herrschaftlicher Bauten, Gebäudebestandteile oder Räumlichkeiten – als häusliche Kochstelle sowie zur Raumbeheizung.
Sofern historische Kamine ausschließlich zur Raumheizung gedacht waren, finden sich an ihnen häufig aufwendige Verkleidungen, Natursteinapplikationen und vorgesetzte Stilrahmen als Ausdruck gehobener Lebensart.
Verschiedentlich werden differenziert: Lombardische Kamine mit weit hervorragendem, pyramidenförmigem Mantel, der auf Konsolen oder sonstigen Vorkragungen steht; französische, die ganz außerhalb der Mauer stehen; deutsche, welche noch weiter hervor ragen und einen hohen Mantel haben, und holländische, ganz in der Gebäudewand liegende.
Anordnungen unter Pfalzgraf Karl IV. aus dem Jahr 1772 dienten auch der Verhütung eines Brandes im Zusammenhang mit häuslichen Feuerstätten. Nach gleichzeitigen Bauvorschriften durften keine Holzschornsteine mehr errichtet, keine hölzernen Schläuche mehr eingebaut werden, die den Rauch der Feuerstätte zum Kamin zu leiten hatten, wie es auch untersagt wurde, Ofenrohre zum Fenster hinauszuführen.

## Kamine, eingeteilt nach verschiedenen Kriterien
Kamine können nach ihren Eigenschaften gruppiert werden. Die gängigen Kriterien sind geschlossener/offener Feuerraum, Art des Brennmaterials und die Verwendung.

### Offen und geschlossen
Offene Kamine haben einen zum Raum hin offenen Brennraum. Ein großer Prozentsatz der Wärmewirkung geht bei dieser Konstruktion durch den Schornstein verloren. Durch die geringe Brennraumtemperatur und die Unmöglichkeit einer dosierten Luftzugabe sind die Emissionen bei offenen Kaminen höher als bei geschlossenen Brennräumen.
Brandschutztechnisch muss bei der Konstruktion von offenen Kaminen auf ausreichende und nichtbrennbare Wärmedämmung, die Verwendung geeigneter Materialien, die Aufstellung auf nicht brennbarem und tragfähigem Untergrund und auf einen nichtbrennbaren Bodenbelag vor der Feuerraumöffnung geachtet werden. Der Bodenbelag soll vor herausspringenden Funken schützen.
Der geschlossene Kamin (in der modernen Variante Heizkamin genannt) besteht heute zumeist aus Stahlblech oder Gusskomponenten. Im Gegensatz zum offenen Kamin ist der geschlossene mit einer in der Regel verglasten Tür vor dem Feuerraum bzw. der Brennkammer hin zum Aufstellraum verschlossen. Diese kann aus Eisen (Gusseisen) oder Stahl gefertigt sein. Es entfällt der bei offenen Kaminen erforderliche Nebenluftvolumenstrom, eine Erwärmung der Raumluft ist somit besser möglich.

### Brennmaterial
In einem Kamin lassen sich je nach Bauart verschiedene Arten von Brennmaterial verwenden.

#### Holz
Die ersten Materialien bestanden aus Holz. Auch heute ist Holz, sogenanntes Scheitholz, für das Abbrennen sehr beliebt. Zu diesen Holzarten zählen unter anderem Birke, Buche, Eiche und Erle. Buche hat den Vorteil, einen für viele angenehmen Duft beim Verbrennen zu erzeugen. Bei Nadelhölzern ist auf einen niedrigen Funkenflug und einen geringen Harzfluss zu achten.
Für das Abbrennen im Kamin sind ebenso Holzbriketts geeignet. Pellets sind für allgemeine Kamine und Kaminöfen nicht vorgesehen. Für die Verwendung von Pellets als Brennmaterial wurden sogenannte Pelletöfen entwickelt. Das Umweltbundesamt rät vom Heizen mit Holz ab, da neben gesundheitsgefährdenden Luftschadstoffen wie Feinstaub und polyzyklisch aromatischen Kohlenwasserstoffen (⁠PAK⁠) auch klimaschädliches Methan, Lachgas und Ruß entstehen.

#### Kohle
Hauptsächlich werden Stein- und Braunkohle verwendet. Den größeren Wärmewirkungsgrad hat die Steinkohle, dafür ist Braunkohle weitaus günstiger.

#### Alternativbrennstoffe
Je nach Art des Kamins sind andere Brennstoffe möglich. So wird Torf genutzt, der im getrockneten Zustand annähernd so viel Wärme erzeugen kann wie Braunkohle.
Was in welchen Öfen verbrannt werden darf, legt die 1. Bundes-Immissionsschutzverordnung (BImSchV), Verordnung über kleine und mittlere Feuerungsanlagen, genau fest.
Demnach darf zum Beispiel gestrichenes und lackiertes Holz abgebrannt werden, insofern es nicht mit Holzschutzmitteln behandelt wurde.
Altpapier oder die gepresste Variante Papier-Briketts gehören dagegen nicht in einen Kaminofen. Die Öfen sind für diese Art Brennstoff nicht ausgelegt und könnten ein hohes Maß an Emissionen erzeugen oder den Kamin verunreinigen. Zur Einhaltung der BImSchV wurde ein Bußgeldkatalog erstellt.

### Verwendung und Wirkungsweise
Die meisten Kaminöfen arbeiten mit Strahlungs- und Konvektionswärme. Daneben gibt es ebenso Verwendung als Warmwasseraufbereitung oder mit elektrischem Strom.
Die Heizwirkung des offenen Kamins beruht einerseits auf der direkt von den Flammen ausgehenden Wärmestrahlung. Andererseits wird der in der Regel massiv hergestellte Brennraum im Laufe des Abbrandes mit erwärmt und sorgt so für zusätzliche Strahlungswärme.
Bei historischen Konstruktionen grenzt die Brennraumrückseite mitunter an Nachbarräumlichkeiten, sodass auch dort eine Wärmeabgabe durch Strahlung und Konvektion erfolgen kann.

Der Wirkungsgrad von offenen Kaminen ist gering. Ursache dafür ist, dass bei korrekter Systemauslegung (abhängig von lichtem Innenmaß und Höhe des Schornsteins sowie der Öffnungsfläche des Kamins) die Öffnung des Kamins mit einem erheblichen Nebenluftvolumenstrom beaufschlagt werden muss. Dadurch wird einerseits verhindert, dass Rauchgase aus dem offenen Brennraum zum Aufstellraum hin strömen. 

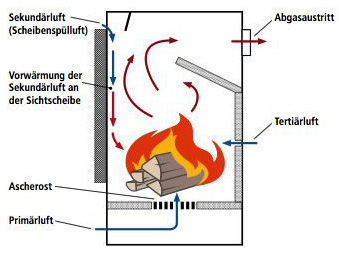
Beschreibung der Verbrennungsluft

Andererseits wird dadurch ggf. erwärmte Raumluft über den Kamin aus dem Raum geführt.
Funktionsvoraussetzung für offene Kamine ist, dass ausreichend Verbrennungsluft und Nebenluft in den Aufstellraum nachströmen kann. Überschlägig kann ein Luftbedarf von 360 m³/h pro m² Feuerraumöffnung angesetzt werden.
Spezielle Konstruktionen führen zusätzlich Raumluft hinter den Brennraum oder durch den Rauchsammler (Esse) und ermöglichen so auch Wärmeabgabe durch Konvektion.

#### Strahlungswärme und Konvektionswärme
Die Strahlungswärme wird über den Feuerraum abgegeben, bis sie auf Objekte trifft, die die Wärme absorbieren. Hierzu zählt der menschliche Körper.
Konvektionswärme wird durch den Luftaustausch über den Schornstein abgeführt. Diese Wärme wird im Gegensatz zur Strahlungswärme räumlich über die Außenseiten des Kaminofens in die Umgebung abgegeben. Die Wärme entsteht durch Konvektion. Da warme Luft leichter ist als kalte Luft, wird sie durch den Schornstein geblasen. Mit ihr gehen auch die meisten Schadstoffe, die durch den Brennvorgang entstanden sind (Emissionen, Feinstaub).
Durch das Entziehen der warmen Luft entsteht wiederum Unterdruck, der neue Luft in den Kamin leitet. Diese kann durch den Schornstein eingeführt werden oder durch die für Verbrennungsluft standardisierten Zufuhrrohre, die horizontal durch die Wand an den Kamin angebracht werden.
Mit der neuen Luft kommt neuer Sauerstoff, der für den weiteren Brennvorgang wesentlich ist.
Des Weiteren existiert ggf. eine zusätzliche Zufuhr für eine sogenannte Scheibenspülluft. Diese hat die Funktion, die Brennraum-Scheibe vor dem Verrußen zu schützen. Verrußen wird durch einen zu hohen oder zu niedrigen Unterdruck im Schornstein hervorgerufen.

#### Warmwassererzeugung
Beim zur Zentralheizung genutzten geschlossenen Kamin sind die Luftführungen von Frischluft und Rauchgas optimiert. Die doppelwandigen Seitenwände, der Feuerrost und Rauchgastaschen im Feuerraum sind wassergekühlt. Das Wasser wirkt als Energieträger. Das erwärmte Wasser wird über das Heizungsnetz in Wohnräume geleitet oder dient zur Heißwasserversorgung. Der wasserführende Kamin (technische Bezeichnung: Kaminheizkessel) wird als eigenständige Heizungsanlage oder zur Entlastung anderer Heizsysteme als Zweitheizung verwendet. Der wasserführende Kamin ist nach technischer Klassifizierung ein Feststoffkessel, jedoch mit dem Design eines traditionellen Kamins. Zu einem Kaminheizkessel führen vier Wasserrohre: zwei Rohre für Hin- und Rückfuhr zum Warmwasserspeicher mit eigener Wasserpumpe, ein Rohr zur Notkühlung (bei Ausfall der Pumpe) aus dem Frischwassernetz und ein Rohr zur Abfuhr des Notkühlwassers in die Kanalisation.

#### Dekoration/Wellness
Neben der Wärmefunktion hat der Kamin schon immer eine dekorative Aufgabe inne. Diese nutzen neuartige Kamine wie Gelkamin und Bio-Ethanol-Kamin. In ihnen flackert ein Feuer, das jedoch nicht zur Wärmeentwicklung, sondern lediglich zur Entspannung gedacht ist. Etwa 34 Prozent der Kaminbesitzer besitzen das Gerät aus Gründen der Romantik. Damit stellt Wellness den zweitwichtigsten Grund für die Anschaffung eines Kamins bzw. Ofens dar.

## Arten von Kaminen
Kamine können nach ihren Funktionen und Brennstoff klassifiziert werden. Folgende Kamine und Kaminöfen lassen sich definieren.

### Gel-Kamin
Gel-Kamine werden im Handel auch ohne Schornsteinabzug angeboten, eine Abluftmöglichkeit ist nicht notwendig. Der Brennstoff ist Ethanol (Ethyl-Alkohol), der mit speziellen Verdickungsmitteln versetzt wird, sodass eine pastöse Flüssigkeit entsteht (Brenngel). Dieses Brenngel wird in vorgesehene Brenndosen geschüttet und anschließend entzündet. Ein Gelkamin hat eine sehr geringe Wärmewirkung und dient ausschließlich dekorativen Zwecken.

### Bioethanol-Kamin

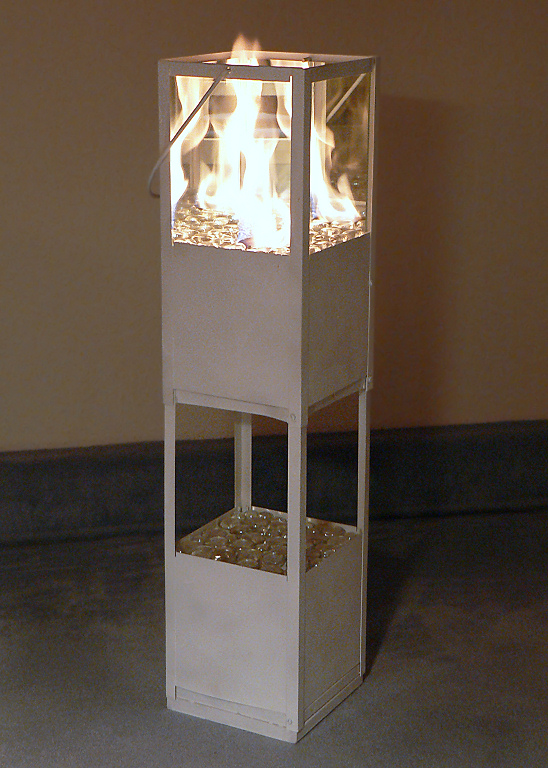
Bioethanol-Kaminofen

Bioethanolkamine verwenden wie Gel-Kamine ebenfalls Bio-Ethanol als Brennstoff. Da keine Verdickungsmittel eingesetzt werden, bleibt der Alkohol flüssig und wird in die vorgesehene Brennkammer eingefüllt. Bio-Ethanol wird genutzt, damit das Brennmaterial rückstandslos verbrennen kann. Ein Bioethanol-Kamin besitzt eine dekorative Funktion. Wärmewirkung wird mit solch einem Kamin kaum erzielt, ein Abluftrohr ist nicht erforderlich. Bioethanol-Kamine können Spiritus-Kamine genannt werden.
Die Stiftung Warentest weist darauf hin, dass Ethanol-Kamine gefährlich sein können, weil die Flamme aus dem Gerät schlagen kann, insbesondere während des Nachfüllens. Die Flamme kann sich leicht ausbreiten („Verpuffung“) und schwere Verletzungen sind möglich. Deshalb sollte man niemals einen noch warmen Kamin nachfüllen.
Ferner sollten die Vorschriften der DIN-Norm 4734 zur Überprüfung von Ethanol-Kaminen eingehalten werden.

### Notkamin/Zusatzkamin
Als Notkamin bezeichnet man einen sehr einfach konstruierten Schornstein, der der temporären Beheizung mittels Festbrennstoffen in Zeiten ohne Gas- oder Ölversorgung dienen soll (Notfall). Ein Notkamin war zeitweise in Österreich baurechtliche Auflage beim Hausneubau.

### Kachelkamin
Der Kachelkamin vereint in sich die Eigenschaften eines Kamins und eines Kachelofens. Wie beim Kaminofen typisch wird der Brennraum durch eine durchsichtige Scheibe abgeschirmt, das Feuer im Kamin ist sichtbar. Darüber hinaus besteht die Verkleidung aus wärmespeichernden Ofenkacheln. Die Wärme wird als Strahlungswärme in die Umgebung abgegeben und zugleich in den Ofenkacheln gespeichert. So bleibt Restwärme auch nach dem Erlöschen des Feuers vorhanden.

### Pelletofen/Pelletheizung
Der Pelletofen, auch Pelletkamin bzw. Pellet-Kaminofen genannt, verwendet zur Wärmeerzeugung Pellets. Pellets sind unter Druck hergestellte Kleinstteilchen aus Holz. Das Verfahren ist bereits aus der Futtermittelindustrie bekannt. Die Pellets werden nach Angaben des Herstellers in einen Vorratsbehälter gefüllt und automatisch oder per Hand in den Brennraum geschüttet. Da die Pellets eine einheitliche Dichte aufweisen, bleiben Wärme und Feuer in der Regel gleichmäßig. Durch Umluftgitter wird die Wärme in die Umgebung abgestrahlt. Das Entzünden geschieht über einen Zünddraht automatisch (elektronisch).

### Gaskamin

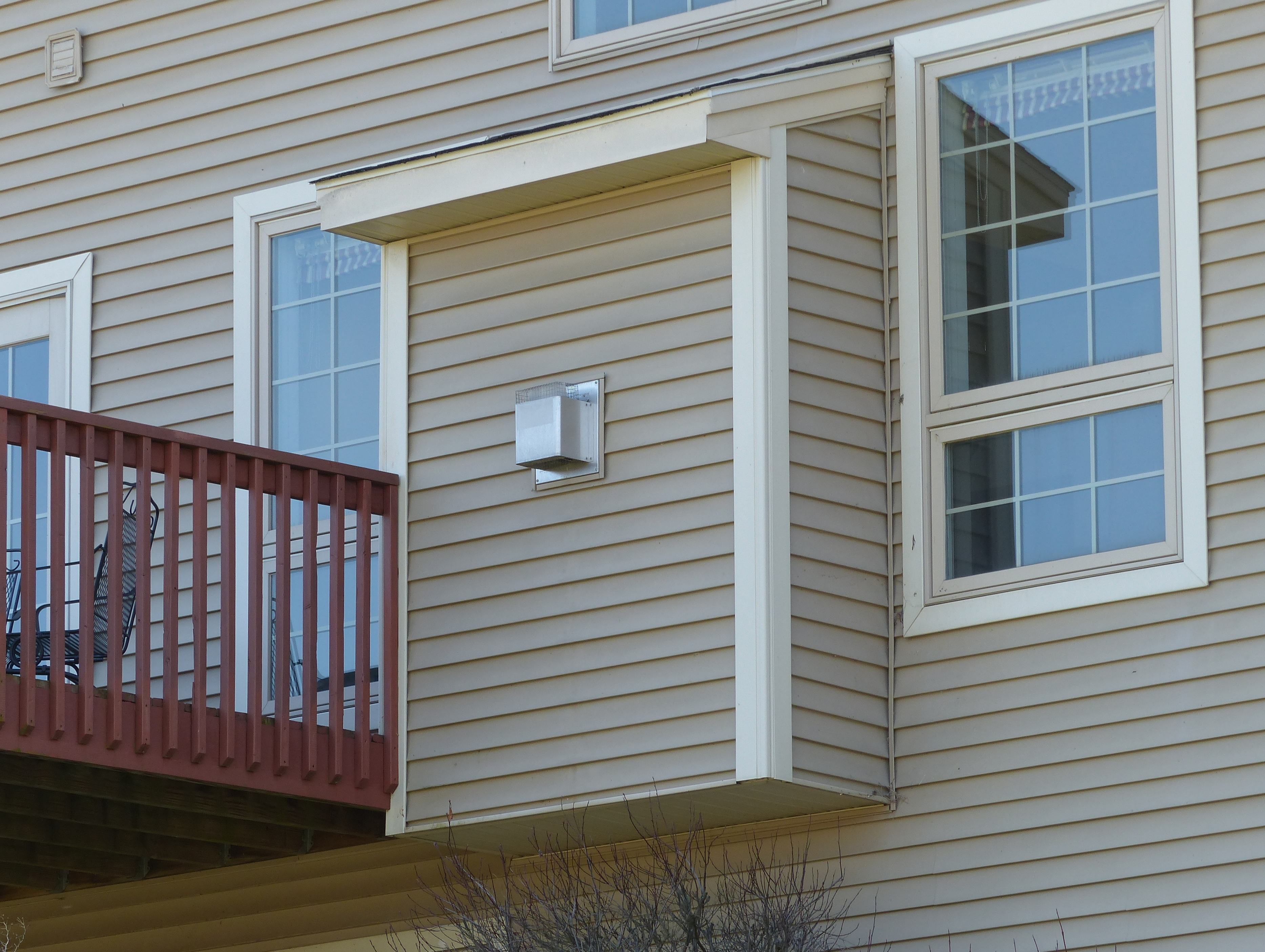
In Neubauten in den Vereinigten Staaten ist der Gaskamin, um innen Raum zu sparen, gelegentlich in einem Kasten untergebracht, der aus der Hauswand herausragt.

Gaskamine werden mit Erdgas oder Flüssiggas betrieben. Durch ein Brennerbett wird Gas in den Brennraum geführt und dort verbrannt. Diese Kamine werden häufig mithilfe einer Fernbedienung angesteuert. Die Zündung erfolgt über ein Piezoelement und eine Startflamme mit Temperaturüberwachung.
Die Vorteile von Gaskaminen liegen im Komfortgewinn (kein manuelles Brennstoffauflegen, keine Ascheentsorgung oder Reinigung) bei gleichzeitig täuschend echter Holzfeuerimmitation.
Unterschieden werden auch hier zum Raum hin offene und geschlossene Systeme. Geschlossene Systeme werden heute überwiegend raumluftunabhängig betrieben. Abgasentsorgung und Zuluftversorgung erfolgen über ein konzentrisches Doppelrohr, das innere Rohr leitet die Abgase fort und in dem Ringspalt zwischen innerem und äußerem Rohr erfolgt die Zuluftversorgung bis in den Brennraum.
Die gelbe Flammfärbung bei der Verbrennung (Gas verbrennt stöchiometrisch mit blauer Flamme) resultiert bei geschlossenen Systemen aus einem leichten Sauerstoffmangel. Durch die zunächst unvollständige Verbrennung unmittelbar über dem Brennerbett entstehen Rußpartikel, die dann über die Flammenlänge gelb emittieren.
Als Brennerbettauflage werden meist Holzscheitimmitate, aber auch graue oder weiße Kiesel verwendet. Bei geschlossenen Systemen kann die Regelung raumtemperaturgesteuert erfolgen, das heißt, bei Unterschreitung einer vorgegebenen Mindesttemperatur fährt die Gasflamme selbsttätig hoch.

### Elektrokamin
Der Elektrokamin besteht aus einer elektrischen Heizung mit Deko-Feuer. Das Feuer wird über einen Einbausatz simuliert. Anschlussvoraussetzung ist eine Steckdose für das Niederspannungsnetz (in Europa 230 Volt, 50 Hertz).

### Kaminkassette
Eine Kaminkassette ist ein geschlossener, vollständiger Brennraum (ohne Rauchsammler), der nachträglich in offene Kamine eingeschoben und dort betrieben wird. Die Kassetten sind in der Regel hinterlüftet: im unteren Frontbereich tritt Raumluft ein, wird hinter der Kassette erwärmt und im oberen Frontbereich wieder an den Raum abgegeben. Zweck bei der nachträglichen Montage von Kassetten ist eine höhere Wärmeabgabe an den Raum bei gleichzeitigem Sicherheitsgewinn durch den zum Raum hin geschlossenen Brennraum.

### Kamineinsatz
Als Kamineinsatz bezeichnet man die technische Komponente eines industriell vorgefertigten und vollständigen Heizkamins. Der Kamineinsatz bedarf einer handwerklich herzustellenden oder industriell vorgefertigten Verkleidung. Es sind auch wasserführende Kamineinsätze erhältlich. Das in der Wassertasche erhitzte Wasser kann dann genutzt werden, um in anderen Räumen aufgestellte Heizkörper zu erwärmen. Neben dem Heizkreis werden in der Regel ein Wasserzulauf und ein Wasserablauf benötigt, um den Einsatz im Falle einer Überhitzung kühlen zu können.